# Отаман Кодр
«Отаман Кодр» — радянський художній фільм, створений режисерами Михайлом Каліком, Борисом Рицарєвим і Ольгою Улицькою на кіностудії «Молдова-фільм» в 1958 році.

## Сюжет
Дія картини відбувається у 40-х роках 19-го століття в Молдавії. Конюх-утікач Тодор Тобулток разом зі своєю коханою Юстинією переховується від панського гніву, викликаного домаганнями пана Юстинії в Кодрах, що залишилися без відповіді. Там він з товаришами створює загін гайдуків, що обкрадають багатих поміщиків і допомагають бідним людям. За упіймання отамана місцева влада призначає велику винагороду. Внаслідок зради одного з гайдуків, також закоханого в Юстинію, Тодора вдається схопити. Цього разу знову на допомогу приходить штабскапітан Василь Богдескул, за безпосередньої участі якого Тодор спочатку сховався в лісах. Богдескул заарештований за державну зраду, а отаман повернувся до коханої і до своїх товаришів. Але тепер на них оголошено справжнє полювання.

## У ролях
- Лев Поляков —  Тодор Тобулток
- Інна Кміт —  Юстинія
- Олександр Ширвіндт —  Василь Богдескул
- Мікаела Дроздовська —  Наташа
- Артур Нищонкин —  Алекса, гайдук
- Анатолій Ларіонов —  пан Григорій Леліковський
- Петро Рєпнін —  губернатор Федоров
- Йосип Левяну —  селянин-бідняк
- Я. Казібєєв — Діордій, гайдук
- Олексій Миронов — Нестор, гайдук
- Андрій Нагіц — Санду, гайдук
- Костянтин Крамарчук — Яким Жила, гайдук
- Євгенія Ларіонова — графиня
- Костянтин Константинов — Боєр Костаке Мирза
- Сергій Некрасов — поручик Міцул
- Л. Левяну — епізод
- Анатолій Марченко — підпоручик Зарайський
- Ніна Дінтан — дружина Іордане
- Тріфан Грузін — епізод
- Дмитро Капка — Прохор
- Наум Кавуновський — епізод
- В. Борщевський — епізод
- Валентин Брилєєв — генерал
- Віктор Коваль — епізод
- Станіслав Хитров — гайдук
- Василь Кіку — гайдук

## Знімальна група
- Автори сценарію:  Семен Молдован, Олег Павловський
- Режисери: Михайло Калік, Борис Рицарєв,  Ольга Улицька
- Оператор: Вадим Дербеньов
- Художник: Антон Матер
- Композитор:  Давид Федов
- Монтажер: Ксенія Блінова